# Каролюс-Дюран
Каролюс-Дюран, справжнє і'мя Шарль Еміль Огюст Дюран (фр. Carolus-Duran, Charles Emile Auguste Durant 4 липня, 1837, Лілль — 17 лютого, 1917, Париж)— французький художник і викладач XIX ст. Каролюс-Дюран є псевдонім, котрим він користувався весь період творчості.

## Життєпис
Народився в сім'ї власника готелю. Вивчав малюнок в художній школі під керівництвом місцевого скульптора, а потім два роки студіював у художника. Він отримав стипендію від муніципалітета міста Лілль і відбув у Париж 1853 року.
В Парижі удосконалював майстерність в академії Сюісса, копіював картини в музеї Лувр.

## Італійський період
Каролюс-Дюран перебував в Італії в 1861—1866 рр. 1861 рік він віддав перебуванню в Римі і в Субіако. В цей період він звернувся до побутового жанру. Композиції цього періоду здавались йому закінченими тільки коли були насичені реалістичними деталями і відповідністю дійсності. Іноді це переходило у типовий натуралізм («Вечірня молитва», 1863, «Оплакування убитого», 1865). 1863 року він відвідав Венецію, роздивлявся твори корифеїв венеційської школи. Він ще раз повернеться до творчого надбання Паоло Веронезе, коли працюватиме над художнім плафоном «Апофеоз Марії Медічі» в одній з залів Лувра. 1864 року він відвідав археологічні розкопки в давньоримському місті Помпеї. 1866 року він повернувся в Париж.

## Авторитетний портретист
У Парижі працювала низка непогано обдарованих і майстерних портретистів. Навіть на тлі численних паризьких портретистів виділявся талант Каролюс-Дюрана. Тверді реалістичні настанови художньої манери митця були використані як в італійський період при створенні натуралістичних композицій, так і перенесені в портретний жанр. У чоловічих портретах він дотримувався тверезого реалізму і тонко відтворених настроїв. В жіночих портретах він реалістичний, але більш декоративний, серед них є зразки парадного портрета. В жіночих портретах Каролюс-Дюран використовує помітно багатшу колористичну гаму і при нагоді підкреслює елегантність і привабливість моделей, зазвичай буржуазних жінок з багатих родин.
Найменш розробленим в портретах митця залишалось тло, що надало можливість відкинути несуттєві деталі і подробиці. Виразність його портретів, позбавлених несуттєвих деталей, від цього тільки виграла.
1869 року він подав на виставку парадний портрет «Пані в чорній сукні і з білими рукавичками», що був відразу помічений і придбаний до збірок Люксембурзького музею. Отримана сума грошей була такою, що дозволила створити подорож до Іспанії, де він вивчав твори Дієго Веласкеса. З цього періоду почалися приятельські стосунки з паризькими художниками, серед котрих були Едуар Мане (теж великий прихильник Дієго Веласкеса) та Захарія Аструк, портрет котрого Каролюс-Дюран створив ще 1860 року.

## Власна родина
По поверненню в Париж одружився з пані Полін Марі Круазетт (1839—1912), що теж займалась живописом, створювала пастелі і мініатюри. В родині було троє дітей, дві доньки і син. Жорж Фейдо, французький драматург, комедіограф, став чоловіком однієї з доньок Каролюс-Дюрана.
Поряд з будинком власної родини художник облаштував власну майстерню на бульварі Монпарнас, 81.

## Учні художника
Після облаштування майстерні тільки з 1873 року він навернувся до діяльності викладача. Кількість учнів його майстерні дорівнювала приблизно 20–25 осіб, чоловіків і жінок-художниць, серед котрих було до шістдесяти відсотків британців чи прибулих зі Сполучених Штатів. Іноземці мали помітно менший доступ для навчання в Паризькій школі красних мистецтв, осідали в майстерні Каролюс-Дюрана і були приваблені авторитетом відомого паризького портретиста. Навчання було двічі на тиждень ранком у вівторок і в п'ятницю за платню у двадцять франків.

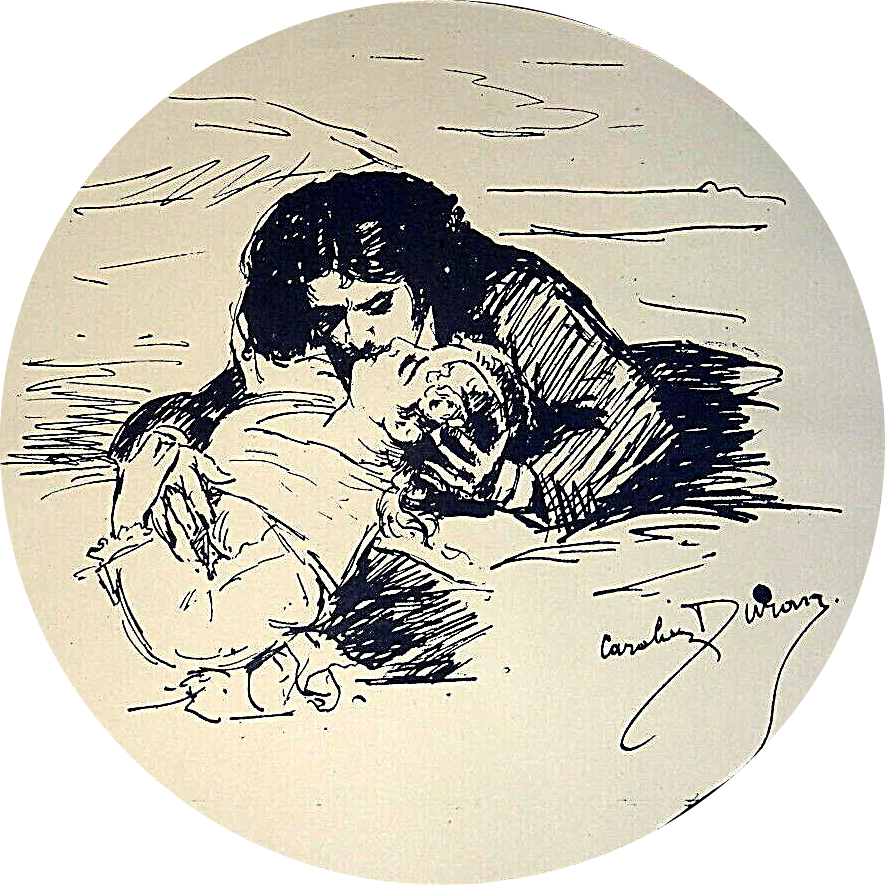
Каролюс-Дюран «Поцілунок». бл. 1880

Метода Каролюс-Дюрана дещо відрізнялась і від настанов академізму, і від настанов, котрих дотримувались в Паризькій школі красних мистецтв. Він вимагав від учнів « створити на полотні максимум мінімальними засобами». В підготовчий період в портретах він вимагав не стільки ретельно розробленого малюнка, скільки ескіза з декількома головуючими фарбами і вже віднайденою композицією. Це була індивідуальна метода самого майстра, котру вважали невідповідною для себе як паризькі, так і американські митці, що дадуть надзвичайно різні варіанти в портретному жанрі, котрий матиме свій період розквіту наприкінці XIX ст.
Серед учнів художника декілька особитостей, що залишили всій слід в мистецтві. Серед них — Поль Елльо (1859—1927), Максиміліан Люс (1858—1941), Джеймс Керрол Беквіт (1852—1917), Гамільтон Мінчайн, Теодор Робінсон (1852—1896), Джон Сінгер Сарджент (1856—1925). Джон Сінгер Сарджент створив портрет свого вчителя.
Керрол Беквіт та Джон Сінгер Сарджент були також помічниками Каролюс-Дюрана під час виконання стінописів в Люксембурзькому палаці в Парижі.

## Нагороди і адміністративна кар'єра
- 1900 року він зарахований до французької Академії.
- 1904 року Каролюс-Дюран став офіцером ордена Почесного легіону.
- 1905 року Каролюс-Дюран отримав посаду директора Французької академії в Римі, котру обіймав до 1913 року.

## Вибрані твори
- «Захарі Астрюк», 1860, Музей д'Орсе
- «Вечірня молитва», 1863,
- «Портрет російського художника Попова», 1865, Ермітаж, Санкт-Петербург
- «Убитий» («Оплакування убитого»), 1865
- «Іспанський художник Матіас Морено[en]», 1867, Національний музей Прадо

- «Пані в чорній сукні і з білими рукавичками» або «Полін Круазет», майбутня дружина художника, 1869, Музей д'Орсе
- «Дитина в блакитному», 1870
- «Кінний портрет мадмуазель Клозетт», 1873
- «Богиня юності Геба», 1874
- «Пані Надія Михайлівна Половцова», 1876, Ермітаж, Санкт-Петербург
- «Мадам Анрі Фукьє», 1876
- «Апофеоз Марії Медічі», 1878, зала в Луврі
- «Мадам Едгар Стерн», 1890
- «Єлена Павлівна Харитонеко», 1895, Ермітаж, Санкт-Петербург
- «Мадам Фейдо з сином і донькою», 1897
- «Даная», 1900
- «Моя родина», 1902
- «Жуль Денюлен»
- «Анрі Бушар» французький скульптор, 1906

## Жіночі портрети майстра

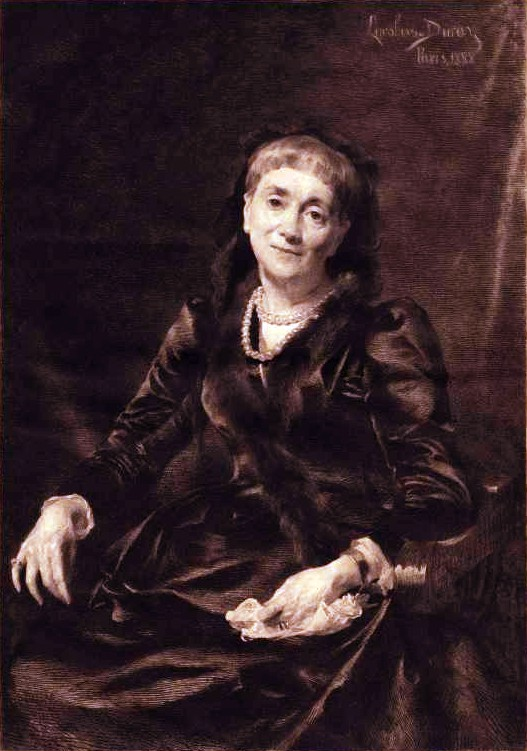
«Полін Дюверне у віці 76 років» (балерина в минулому), 1888 р., Музей Фіцвільяма, Кембридж, Велика Британія

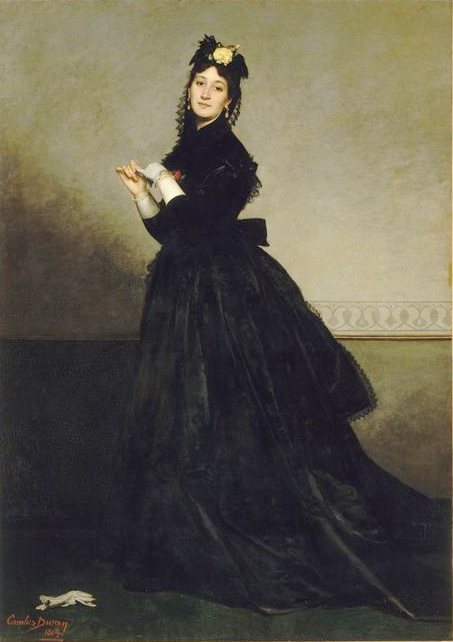
«Полін Круазет», майбутня дружина художника, 1869
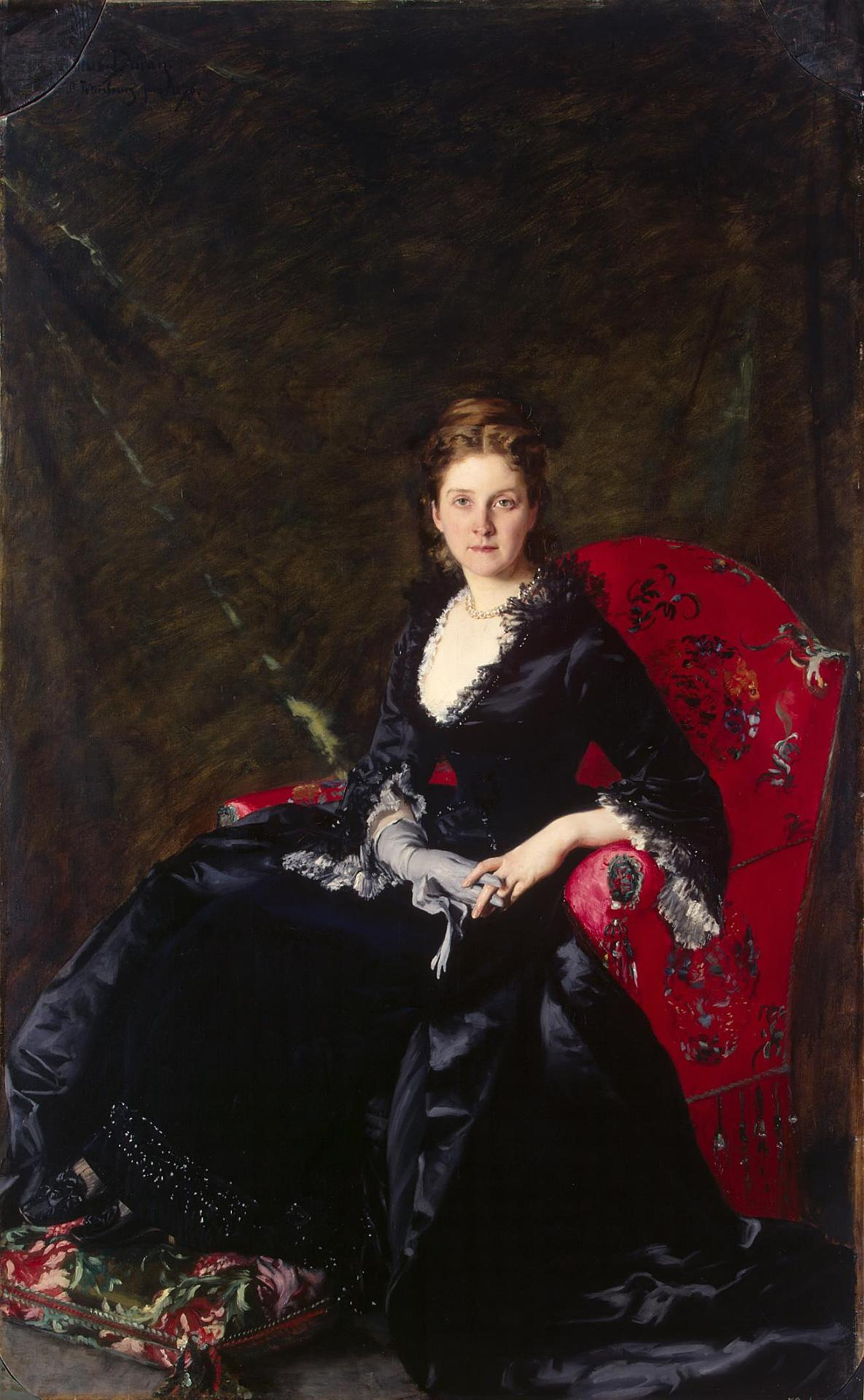
«Пані Надія Михайлівна Половцова», 1876, Ермітаж, Санкт-Петербург
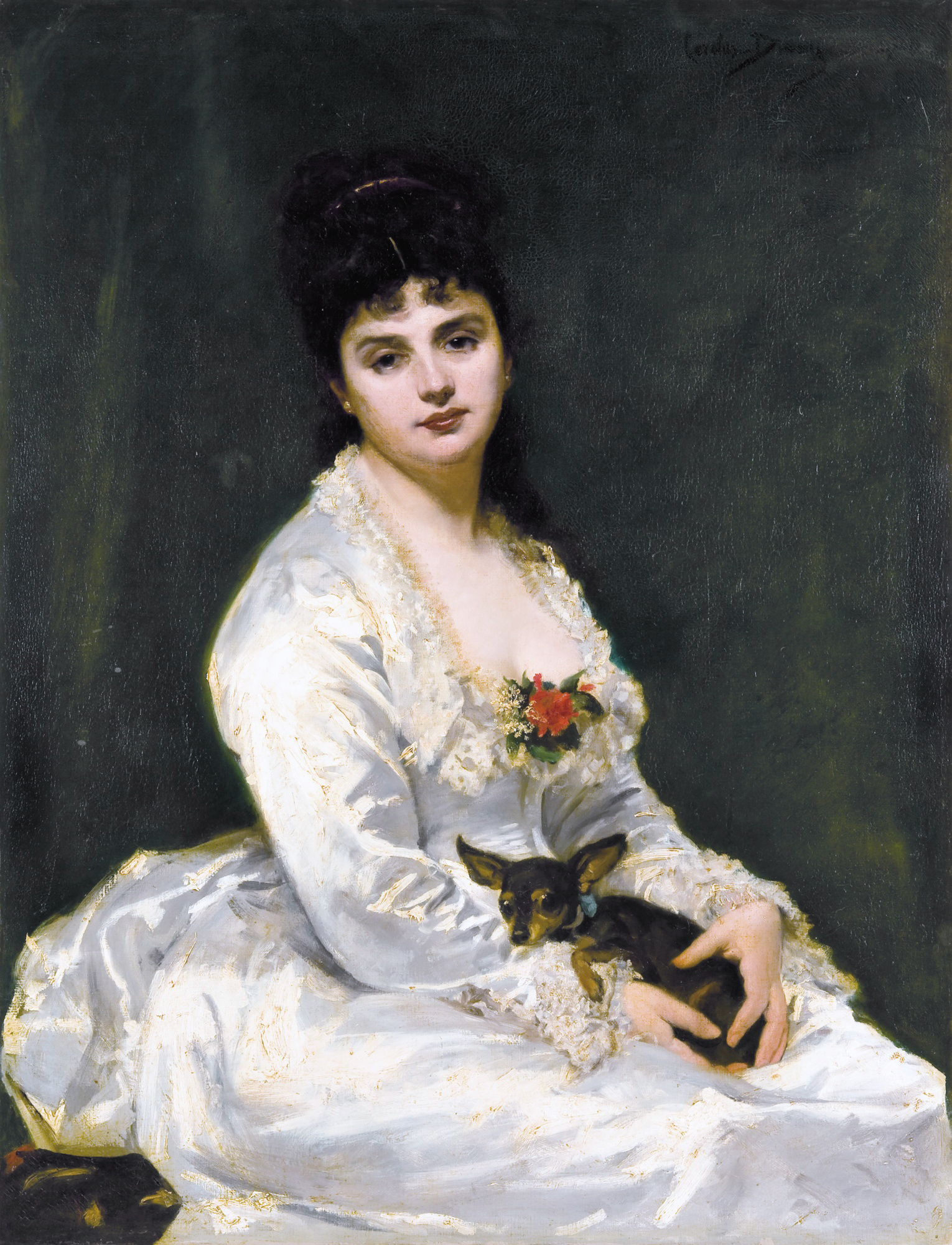
«Мадам Анрі Фук'є», 1876
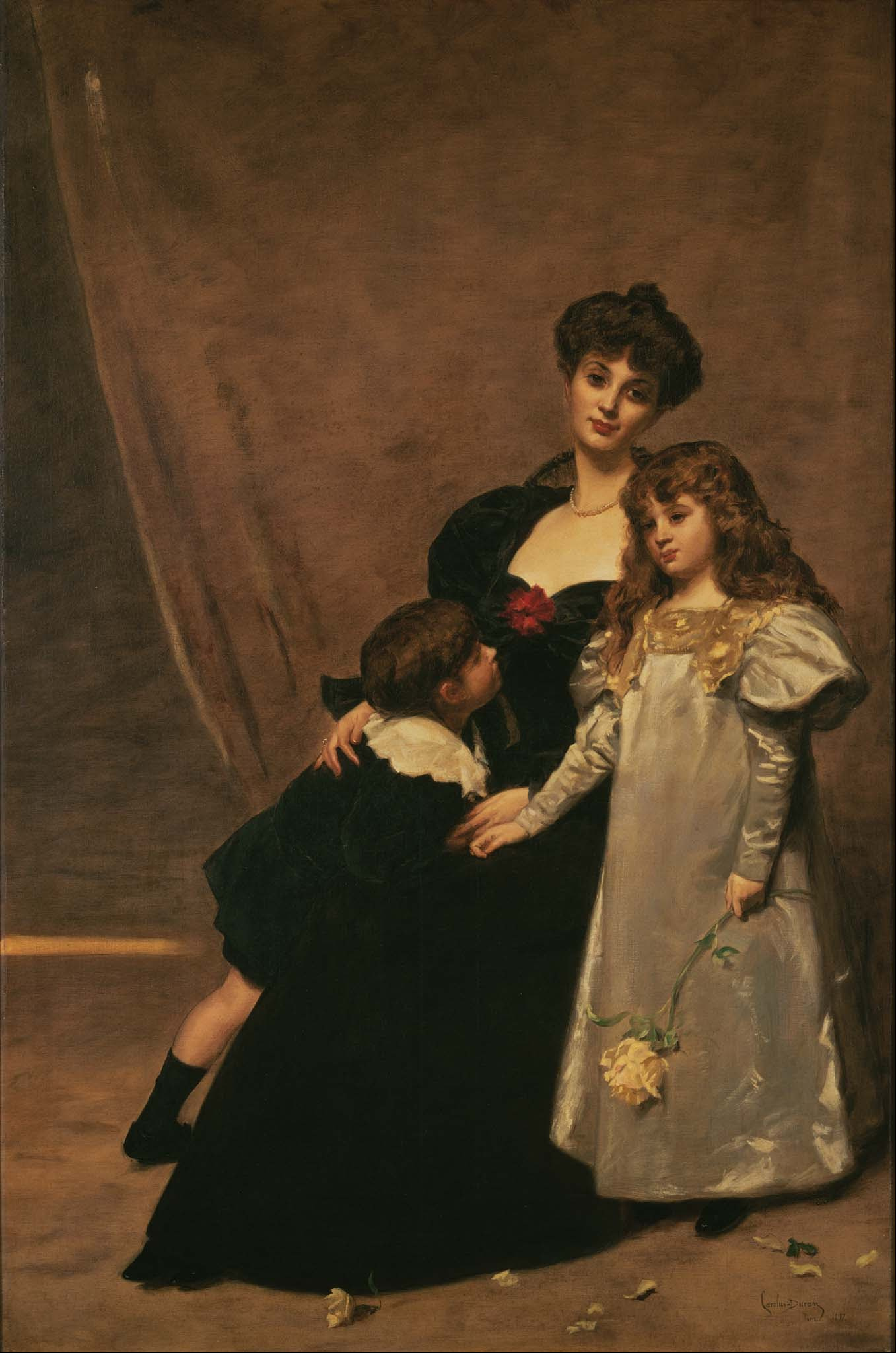
«Мадам Фейдо з сином і донькою», 1897

## Чоловічі портрети

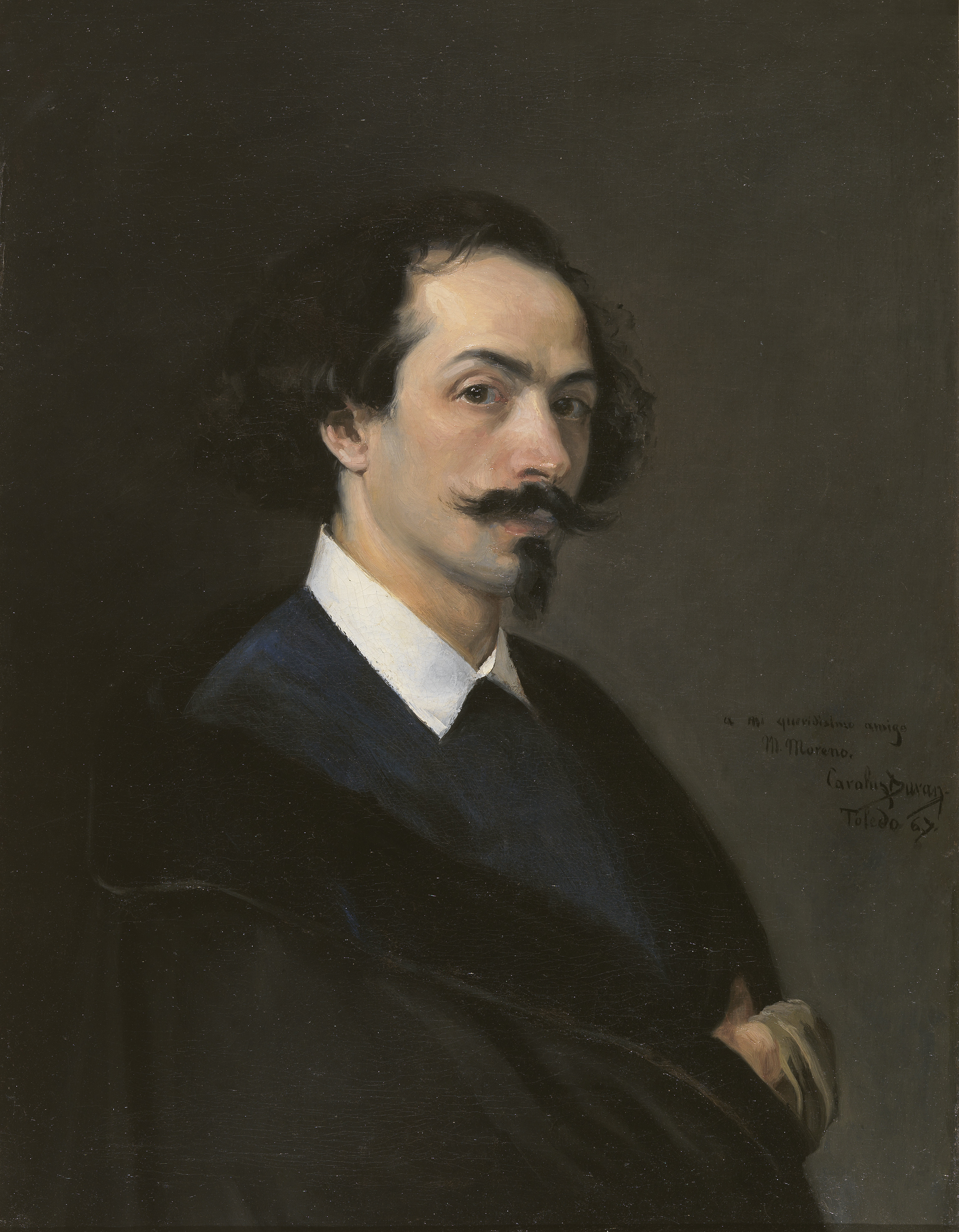
«Іспанський художник Матіас Морено», 1867, Національний музей Прадо
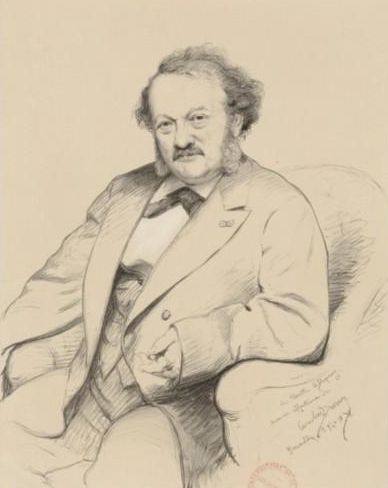
«Жільбер Дюпре» оперний співак, малюнок, 1871
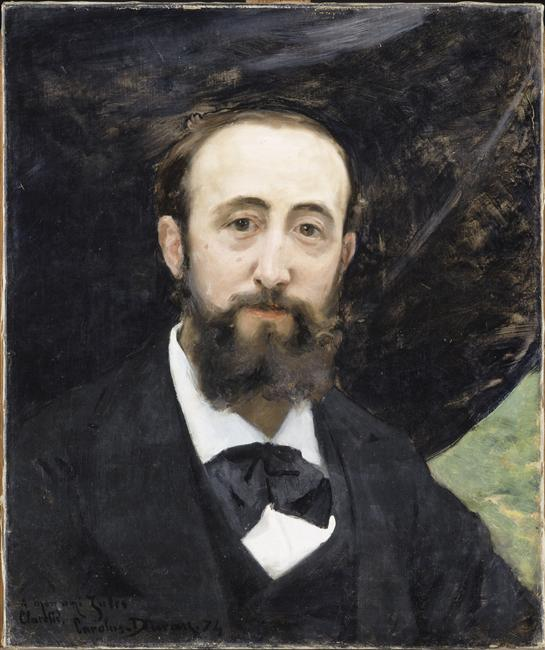
«Жуль Клареті», 1874
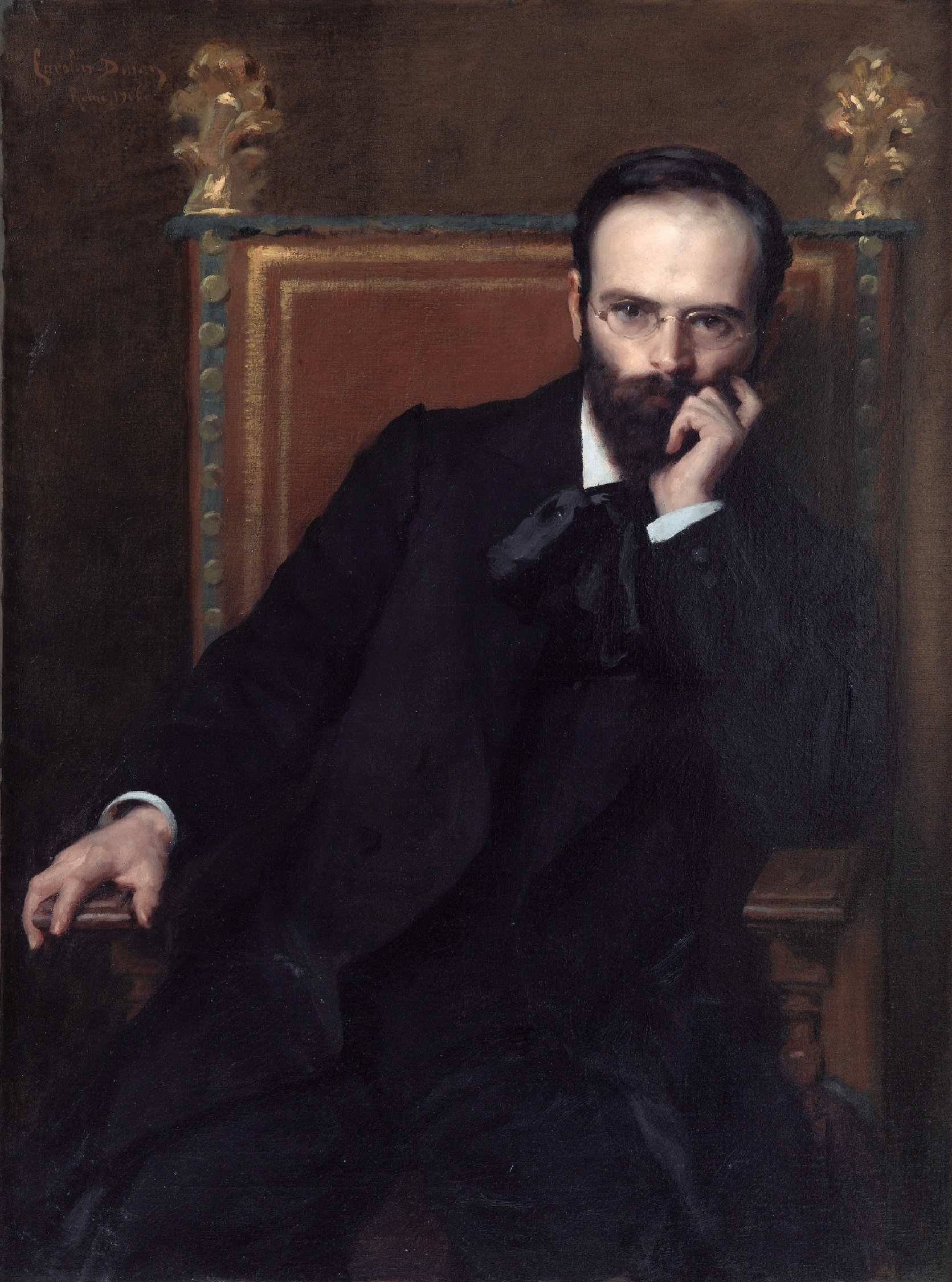
«Анрі Бушар», французький скульптор, 1906